# デリシャス・フライデー
DELICIOUS FRIDAY（デリシャス・フライデー、通称：デリフラっ!?）は「2001年秋の大改編」に合わせて2001年10月にスタートし、2006年3月までエフエム山口の金曜朝 - 夕方の放送枠で使用されていた番組レーベル。

番組の大半は「フライデー・スーパー・フリーク」が前身にあたる。
2005年8月時点で「デリシャス・フライデー」とタイトルがついているのはCOUNT DOWN ATTACK!!（DJ:安部杏実）のみだったが、当番組が終了したためデリフラ枠はなくなった。

## 歴代タイムテーブル
（表記は「番組タイトル/DJ」の順。囲ってあるネット番組のうち、☆はTOKYO FM制作、◇はJFNC制作、▽はHFM製作番組。）

### 2002年10月
- 07:30 デリシャス・フライデーMorning Kiss/立石三恵子
- 10:25 ▽木もれ陽のアプローズ/加藤亜衣子
- 11:00 ☆恵俊彰のディア・フレンズ/恵俊彰
- 11:30 デリシャス・フライデーHeart Beat Basket/立石三恵子
- 13:00 ◇ヒルサイド・アヴェニュー フライデー・スペシャルオール・ディス・タイム/陣内大蔵
- 14:00 ◇マッチ・アドゥ・ヌーン/矢村貴子
- 15:00 ◇サウンド・エディット/諏訪部順一
- 16:00 ◇「坂崎さんの番組」という番組/坂崎幸之助 (THE ALFEE)
- 17:00 デリシャス・フライデーCOUNT DOWN ATTACK!!/井村由美子

### 2003年4月
- 07:30 デリシャス・フライデーMorning Kiss/鈴木晶久
- 10:25 ▽木もれ陽のアプローズ/加藤亜衣子
- 11:00 ☆ディア・フレンズ/恵俊彰
- 11:30 ◇CO-CO MIX/加藤円夏
- 13:00 ◇FRIDAY GOES ON!〜あっ、それいただき〜/斉藤リョーツ、藤井悠
- 16:00 ◇「坂崎さんの番組」という番組/坂崎幸之助 (THE ALFEE)
- 17:00 デリシャス・フライデーCOUNT DOWN ATTACK!!/井村由美子

### 2004年10月現在
厳密にはCOUNT DOWN ATTACK!!のみである。
- 07:30 Morning Kiss FridayEdition/山崎道子
- 10:25 ▽木もれ陽のアプローズ/加藤亜衣子
- 11:00 ☆ディア・フレンズ/恵俊彰
- 11:30 MEN'S FOUR ビリビリFriday/BB金光、鈴木晶久
- 16:00 ◇「坂崎さんの番組」という番組/坂崎幸之助 (THE ALFEE)
- 17:00 デリシャス・フライデーCOUNT DOWN ATTACK!!/井村由美子